# Monarca blau coronat
El monarca blau coronat (Hypothymis azurea) és una petita ocell passeriforme del sud-est asiàtic.

## Descripció
El mascle mesura uns 16 cm de llarg i el seu plomatge és principalment de color blau pàl·lid a excepció del baix ventre. Té el clatell negre i un pitet negre ben contrastat. Els mascles de la subespècie de Sri Lanka (H. a. ceylonensis) no tenen ni el clatell, ni el pitet negres.

## Distribució i hàbitat
Es distribueix per tot el sud-est tropical d'Àsia, des de l'Índia i Sri Lanka fins a Indonèsia i Filipines. Les poblacions en la major part de la seva distribució són molt abundants, però en Bangladesh els seus efectius estan disminuint ràpidament a causa de la seva caça excessiva i descontrolada com a hobby amb pistoles d'aire comprimit i rifles.
Sol viure en boscos densos i altres hàbitats ben arbrats.